# 蜜螳属
蜜螳属（学名：Helvia）为花螳科的一个属。

## 下属物种
本属包括以下物种：
- 主教亥氏螳 Helvia cardinalis Stal, 1877